# Aurora Basket Jesi 2008-2009
L'Aurora Basket Jesi 2008-2009, sponsorizzata Fileni, ha preso parte al campionato professionistico italiano di Legadue.

## Verdetti
- Legadue:
  - stagione regolare: 6º posto su 16 squadre (15-15);
  - playoff: eliminata ai quarti di finale da Sassari (2-3).

## Roster
| Giocatori |
| --------- |

|    | Naz.                                       | Ruolo | Sportivo           | Anno | Alt. | Peso |  |
| -- | ------------------------------------------ | ----- | ------------------ | ---- | ---- | ---- |  |
| 5  | Italia (bandiera)                          | C     | Michele Maggioli   | 1977 | 212  | 113  |  |
| 7  | Italia (bandiera)                          | P     | Fabio Bastoni      | 1988 | 188  | 85   |  |
| 8  | Stati Uniti (bandiera)                     | GA    | Michael Cuffee     | 1983 | 193  | 94   |  |
| 9  | Italia (bandiera)                          | P     | Alberto Rossini    | 1969 | 192  | 84   |  |
| 10 | Stati Uniti (bandiera)                     | A     | Ruben Boykin       | 1985 | 201  | 102  |  |
| 11 | Stati Uniti (bandiera) · Italia (bandiera) | P     | Anthony Maestranzi | 1984 | 178  | 75   |  |
| 14 | Australia (bandiera) · Irlanda (bandiera)  | G     | Damien Ryan        | 1979 | 193  | 88   |  |
| 16 | Italia (bandiera)                          | AC    | Matteo Raminelli   | 1983 | 203  | 91   |  |
| 19 | Italia (bandiera)                          | GA    | Marco Sambugaro    | 1971 | 196  | 82   |  |
| 20 | Italia (bandiera)                          | C     | Davide Cantarello  | 1968 | 214  | 108  |  |

| Staff tecnico                                |
| -------------------------------------------- |
| Allenatore: Andrea Zanchi                    |
| dal 19 febbraio Luca Ciaboco                 |
| Assistente: fino al 19 febbraio Luca Ciaboco |
| dal 27 marzo Marco Pesaresi                  |

| Giocatori acquisiti a stagione in corso |
| --------------------------------------- |

|   | Naz.                                   | Ruolo | Sportivo                         | Anno | Alt. | Peso |  |
| - | -------------------------------------- | ----- | -------------------------------- | ---- | ---- | ---- |  |
| 7 | Brasile (bandiera) · Italia (bandiera) | P     | Paulinho Boracini dal 23 gennaio | 1984 | 183  | 80   |  |

Legaduebasket: Dettaglio statistico